# بريدراغ سباسيتش
بريدراغ سباسيتش (بالصربية: Предраг Спасић)‏ (مواليد 13 مايو 1965) هو لاعب كرة قدم. يلعب مع منتخب يوغوسلافيا لكرة القدم. سبق له أن لعب في كأس العالم لكرة القدم مع منتخب بلاده.

## مسيرته الكروية
لعب بريدراغ سباسيتش خلال مسيرته الاحترافية مع 6 أندية في اثنا عشر موسمًا وسجل خلالها 5 أهداف ضمن 181 مباراة. حيث فاز في موسم واحد بالكأس ولم يفز بأي دوري.
خاض بريدراغ سباسيتش مسيرته مع رادنيتشكي 1923 ‏ في موسم 1984–85 ليلعب معه أربعة مواسم، مشاركًا في 3 مباريات ولم يسجل أي هدف. ثم انتقل إلى نادي بارتيزان في موسم 1988–89 ولمدة موسمين، حيث شارك في 55 مباراة سجل خلالها هدفًا واحدًا. لينتقل بعدها إلى نادي ريال مدريد في موسم 1990–91 لمدة موسم واحد، مشاركًا في 22 مباراة ولم يسجل أي هدف. ثم انتقل إلى نادي أوساسونا في موسم 1991–92 واستمر معه طيلة ثلاثة مواسم، مشاركًا في 88 مباراة سجل خلالها 3 أهداف. هذا وانتقل لاحقًا إلى نادي أتلتيكو ماربيا ‏ في موسم 1994–95 لمدة موسم واحد، مشاركًا في 5 مباريات ولم يسجل أي هدف. ثم انتقل بعدها إلى FK Radnički Beograd ‏ في موسم 1995–96 لمدة موسم واحد، مشاركًا في 8 مباريات سجل خلالها هدفًا واحدًا.

## روابط خارجية
- بريدراغ سباسيتش على موقع الاتحاد الدولي (مؤرشف)  (الإنجليزية)
- بريدراغ سباسيتش على موقع قاعدة بيانات كرة القدم.إي يو (الإنجليزية)
- بريدراغ سباسيتش على موقع ناشيونال فوتبول تيمز (الإنجليزية)
- بريدراغ سباسيتش على موقع عالم كرة القدم.نت (الإنجليزية)
- بريدراغ سباسيتش على موقع أوليمبيديا (الإنجليزية)